# Matthias Bolte

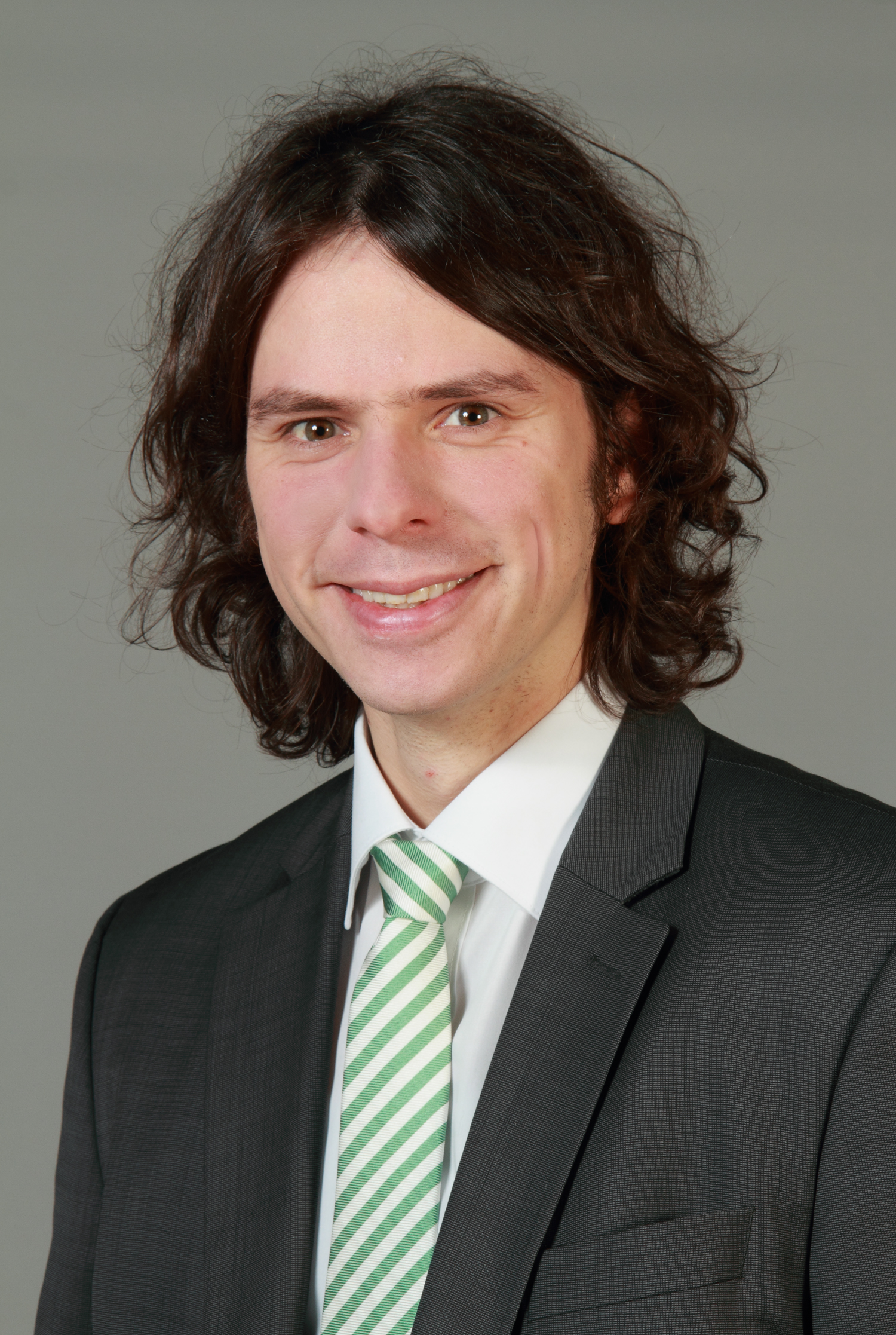
Matthi Bolte (2013)

Matthias Bolte-Richter (kurz Matthi Bolte; * 28. Oktober 1985 in Bielefeld als Frederick Matthias Benjamin Bolte) ist ein deutscher Politiker (Bündnis 90/Die Grünen) und Unternehmer. Von 2010 bis 2022 war er Abgeordneter im Landtag Nordrhein-Westfalen.

## Leben
Bolte ist der Sohn eines Bankkaufmannes und einer Lehrerin. Er erwarb 2004 an der Hans-Ehrenberg-Schule in Bielefeld-Sennestadt das Abitur. Zunächst schrieb er sich an der Universität Bielefeld für Rechtswissenschaft ein, wechselte dann zum Studiengang Politikwissenschaft und erwarb 2008 einen Bachelor. Seit 2017 absolvierte er ein Studium der Politikwissenschaft an der Fernuniversität Hagen.
Bolte ist seit 2014 verheiratet und hat zwei Kinder. Im Jahr 2021 übernahm er die Geschäftsführung für das Kieler Start-up Noord Transport, das Fahrrad-Kurierdienste anbietet. Das Unternehmen meldete im Dezember 2023 Insolvenz an und wurde im Februar 2024 liquidiert. Seit Oktober 2024 ist Matthi Bolte-Richter Geschäftsführer des IT-Verbundes Schleswig-Holstein (ITV.SH), einer öffentlich-rechtlichen Anstalt in Trägerschaft der Kommunen, die die Kommunen in Schleswig-Holstein bei der Digitalisierung unterstützt. 

## Politik
Im Jahr 2002 kam Bolte zu Bündnis 90/Die Grünen, wo er half, die Grüne Jugend Bielefeld aufzubauen. Bei den Kommunalwahlen 2004 wurde Bolte mit 18 Jahren jüngstes Mitglied des Stadtrats der Stadt Bielefeld und Mitglied im Jugendhilfe- und Sportausschuss des Rates. Zu dieser Zeit war sein Vater für die FDP im Stadtrat. Auch bei der Wahl 2009 erzielte er ein Mandat für den Rat der Stadt.
Bei der Landtagswahl in Nordrhein-Westfalen 2005 kandidierte Bolte im Wahlkreis Bielefeld II, wo er 6,2 % der Stimmen erhielt und Rainer Lux (CDU) unterlag.
Bei der Landtagswahl in Nordrhein-Westfalen 2010 kandidierte Bolte für das Direktmandat im Wahlkreis Bielefeld I, wo er 18,2 % der Erststimmen erhielt, aber Günter Garbrecht (SPD) unterlag. Sein Landtagsmandat erhielt Bolte über Platz 14 der Landesliste. Bei der Landtagswahl in Nordrhein-Westfalen 2012 zog Bolte erneut über den Listenplatz 14 in den Landtag ein. In seinem Wahlkreis „Bielefeld I“ erhielt Bolte 17,2 % der Erststimmen; der Wahlkreis ging erneut an Günter Garbrecht von der SPD. Auch bei der Landtagswahl 2017 reichte – trotz der Verluste der Grünen – sein 14. Listenplatz erneut für den Wiedereinzug in den Landtag. Im Wahlkreis Bielefeld I hatte er diesmal nur noch 11,1 % der Erststimmen. Zur Landtagswahl 2022 trat er nicht wieder an.
Bolte-Richter war Sprecher seiner Fraktion im Wissenschaftsausschuss sowie Mitglied im Ausschuss für Digitalisierung und Innovation.